# Пепловский, Адам Доминикович
Адам Доминикович Пепловский ― врач, доктор медицины.

## Биография
Католического вероисповедания, из иностранных докторов медицины. В Харьковском университете выдержал экзамен на лекаря (1848). Был назначен (1845) Красноярским, Астраханским губернским уездным врачом. Не отправившись на место назначения был уволен (1846). Поступил в штат Московской полиции сверх комплекта (1848). Получил степень доктора медицины, защитив диссертацию «De morbis aphrodisiaca curandi modus» (1848). Работал частным врачом Пречистенской (1851), городской части (1852). Акушер Воронежской врачебной управы (1853―1855). Старший врач Воронежской больницы Приказа общественного призрения (1855―1858).  Старший врач Тульской больницы Приказа общественного призрения (1857―1858), затем работал в Уфе.